# Фелікс Пайва
Фелікс Пайва (ісп. Félix Paiva; 21 лютого 1877 — 2 листопада 1965, Асунсьйон) — адвокат, журналіст і політичний діяч Парагваю від Ліберальної партії. Був тимчасовим президентом республіки в 1921 році і в 1937—1939 роках.

## Біографія
Народився в 1877 році, закінчив школу в 1896 році, вивчав право в Національному університеті Асунсьйона, який закінчив в 1901 році. Обіймав посаду декана юридичного факультету університету в 1902, 1923, 1934 і 1937 роках, в 1908 році був тимчасовим ректором університету.
Працював журналістом, обирався в палату депутатів і сенат, був міністром закордонних справ, юстиції, культури і освіти, внутрішніх справ, в різні періоди, головою Верховного суду в 1913, 1916 і 1919 роках, і головою Сенату в 1920 році.

## Політична кар'єра
Обіймав посаду віце-президента республіки в період між 1920 і 1921 роками, при президенті Мануеле Гондрі. Після відходу останнього у відставку в зв'язку з погіршенням політичної ситуації, 29 жовтня 1921 року, прийняв присягу тимчасового президента, але не зміг сформувати свій кабінет і пішов у відставку 7 листопада 1921 року.
Став президентом після повалення Рафаеля Франко в 1937 році. 11 жовтня 1937 року Конгрес затвердив його на посаді президента. Підписаний мирний договір з Болівією в 1938, який встановив остаточний кордону між двома країнами і поклав кінець територіальних суперечок в Чако. Також підписано договір про кордон з Аргентиною.